# Nekrolog 4. Quartal 1932
Nekrolog
◄◄
| ◄
| 1928
| 1929
| 1930
| 1931
| 1932 | 1933 | 1934 | 1935 | 1936 | ► | ►►
1. Quartal |
2. Quartal |
3. Quartal |
4. Quartal 1932
Weitere Ereignisse | Allgemeiner Nekrolog 1932
Die Beschreibung der verstorbenen Person sollte so kurz wie möglich gehalten sein und nur deren signifikante Tätigkeit(en) enthalten.
Neue Namen ggf. auch unter dem Geburts- und Sterbedatum, also etwa unter 1. Januar und im Geburts- und Sterbejahr (2024) eintragen (nur bei entsprechender großer Wichtigkeit). Für Beispiele siehe die schon vorhandenen Artikel.
Außerdem über die fünf zuletzt Verstorbenen, zu denen es einen ausreichend guten Artikel für eine Präsentation auf der Hauptseite gibt, nach der todesbedingten Überarbeitung der Artikel ggf. auch unter Wikipedia Diskussion:Hauptseite informieren und sie am besten auch in den anderen Wikipedia-Sprachversionen eintragen. Tipp: Regelmäßig bei news.google.de nach „ist tot“, „gestorben“ oder „verstorben“ suchen.
Wenn eine Person gestorben ist, gibt es viele Seiten zu dieser Person in der Wikipedia, die davon auch betroffen sind und entsprechend aktualisiert werden müssen. Beispiele: Namenübersichtsseite, Geburtsjahr, Geburtsort-Seiten und viele mehr.
Wie finde ich die betroffenen Seiten?
Im Suchfeld auf der linken Seite gibt man den Suchbegriff so ein: „Vorname Nachname“. Dann klickt man auf Volltext und alle Seiten mit entsprechendem Suchtext werden aufgerufen. Hier sieht man dann schnell, wo auch das Todesjahr Sinn macht oder sogar ein Teil des Artikels angepasst werden muss. Auch hilft das „Werkzeug“ auf der linken Seite sehr gut, um solche Seiten aufzufinden: „Links auf diese Seite“. Somit ist die Wikipedia wieder aktuell in allen Bereichen! Hinweis: bei Eintragung der Kategorie „Gestorben JAHR“ wird der Missbrauchsfilter 49 ausgelöst, was jedoch nicht schlimm ist. Siehe: Spezial:Missbrauchsfilter/49
Dies ist eine Liste von im vierten Quartal 1932 verstorbenen bekannten Persönlichkeiten. Die Einträge erfolgen innerhalb der einzelnen Daten alphabetisch sortiert. Tiere sind im Nekrolog für Tiere zu finden.

## Oktober
| Tag         | Name                           | Beruf, bekannt als | Alter | Beleg |
| ----------- | ------------------------------ | --- | ----- | ----- |
| 1. Oktober  | Karl Oskar Arends              | deutscher Maler | 69    |       |
| 1. Oktober  | Walther Borgius                | deutscher Autor und Anarchist | 61    |       |
| 1. Oktober  | Josef Bruckmüller              | deutsch-österreichischer bildender Künstler                                                                                                 | 52    |       |
| 1. Oktober  | Frank Finn                     | englischer Ornithologe |       |       |
| 1. Oktober  | Louis Hagen                    | deutscher Bankier | 77    |       |
| 2. Oktober  | Friedrich Rose                 | deutscher Politiker (SPD) | 63    |       |
| 2. Oktober  | Carl Seffner                   | deutscher Bildhauer | 71    |       |
| 3. Oktober  | Emanuel Hoffmann               | Schweizer Mäzen | 36    |       |
| 3. Oktober  | Max Nadler                     | deutscher Schauspieler und Regisseur | 56    |       |
| 3. Oktober  | Émiliano Renaud                | kanadischer Pianist, Organist, Musikpädagoge und Komponist                                                                                  | 57    |       |
| 3. Oktober  | Giulio Aristide Sartorio       | italienischer Maler, Illustrator, Drehbuchautor und Filmregisseur                                                                           | 72    |       |
| 3. Oktober  | Hugo Seydel                    | preußischer Politiker | 91    |       |
| 3. Oktober  | Modeste Stuyvaert              | belgischer Mathematiker | 66    |       |
| 3. Oktober  | Max Wolf                       | deutscher Astronom | 69    |       |
| 4. Oktober  | Paul Cohen-Portheim            | deutschsprachiger Schriftsteller | 53    |       |
| 4. Oktober  | Pericle Pagliani               | italienischer Mittel- und Langstreckenläufer                                                                                                | 49    |       |
| 4. Oktober  | Rudolf Slatin                  | österreichischer Abenteurer, britischer General                                                                                             | 75    |       |
| 5. Oktober  | Christopher Brennan            | australischer Schriftsteller | 61    |       |
| 5. Oktober  | Josef Guntermann               | deutscher Kirchenmaler | 76    |       |
| 5. Oktober  | John Charles Linthicum         | US-amerikanischer Politiker | 64    |       |
| 6. Oktober  | Gustav von Arnim               | preußischer Generalleutnant | 76    |       |
| 6. Oktober  | William Walter Greer           | US-amerikanischer Politiker | 67    |       |
| 6. Oktober  | Jean-Jacques Mercier-de Molin  | Schweizer Unternehmer, Politiker und Mäzen                                                                                                  | 73    |       |
| 6. Oktober  | Richard Stein                  | österreichischer Verleger | 61    |       |
| 7. Oktober  | Wilson Godfrey Harvey          | US-amerikanischer Politiker | 66    |       |
| 7. Oktober  | Max Schlosser                  | deutscher Paläontologe | 78    |       |
| 8. Oktober  | Arthur Kahane                  | Dramaturg und Schriftsteller | 60    |       |
| 8. Oktober  | Hamilton Ward junior           | US-amerikanischer Jurist und Politiker |       |       |
| 9. Oktober  | Ernst von Bassermann-Jordan    | deutscher Kunsthistoriker und Uhrensammler                                                                                                  | 56    |       |
| 9. Oktober  | Karl Fazer                     | finnischer Bäcker, Konditor, Chocolatier und Unternehmer                                                                                    | 66    |       |
| 9. Oktober  | Karl von Goebel                | deutscher Botaniker | 77    |       |
| 9. Oktober  | Everard Im Thurn               | britischer Forscher und Entdecker | 80    |       |
| 9. Oktober  | Fritz Winkhaus                 | deutscher Bergbaumanager und Interessenvertreter                                                                                            | 67    |       |
| 10. Oktober | Wilhelm Feldmann               | deutscher Landschaftsmaler, Radierer und Lithograf                                                                                          | 72    |       |
| 10. Oktober | Heinz Karl Heiland             | deutscher Filmregisseur, Filmproduzent, Drehbuchautor, Kameramann und Schauspieler                                                          | 56    |       |
| 10. Oktober | Hermann Küttner                | deutscher Chirurg und Hochschullehrer | 62    |       |
| 10. Oktober | Edward Marsh                   | US-amerikanischer Ruderer | 58    |       |
| 10. Oktober | Arnošt Muka                    | sorbischer Sorabist, Sprachwissenschaftler, Volkskundler, Förderer der sorbischen Kultur                                                    | 78    |       |
| 11. Oktober | William Alden Smith            | US-amerikanischer Politiker | 73    |       |
| 12. Oktober | Ioannis Chrysafis              | griechischer Turner |       |       |
| 12. Oktober | Friedrich Wilhelm Kühlmorgen   | deutscher Jurist und konservativer Politiker, MdL (Königreich Sachsen)                                                                      | 81    |       |
| 12. Oktober | Fernand Loriot                 | französischer Pazifist und Politiker | 62    |       |
| 12. Oktober | August Naegle                  | deutscher Theologe und Rektor | 63    |       |
| 13. Oktober | Wilhelm Kröger                 | deutscher Gewerkschafter und Politiker (SPD), MdR                                                                                           | 59    |       |
| 14. Oktober | Hermann Rottmann               | deutscher Verwaltungsjurist und Bezirksoberamtmann                                                                                          | 61    |       |
| 14. Oktober | Katherine Plunket              | britische bzw. irische Malerin | 111   |       |
| 14. Oktober | Conrad Schmidt                 | deutscher Ökonom, Philosoph und Journalist                                                                                                  | 68    |       |
| 14. Oktober | Peter Schnellbach              | deutscher Volkswirt und Heimatdichter | 67    |       |
| 15. Oktober | Ralph D. Cole                  | US-amerikanischer Politiker | 58    |       |
| 15. Oktober | Robert von Dombrowski          | böhmischer Ornithologe | 63    |       |
| 15. Oktober | Heinrich Hoffmann              | deutscher Sportschütze | 63    |       |
| 15. Oktober | Carl Horn                      | deutscher Orgelbauer | 73    |       |
| 15. Oktober | Iwan Iwanowitsch Rerberg       | russischer Architekt | 63    |       |
| 15. Oktober | Charles Douglas Richardson     | anglo-australischer Maler, Grafiker, Bildhauer und Kunstakademielehrer                                                                      | 79    |       |
| 15. Oktober | Ludwig ten Hompel              | deutscher Grafiker und Maler | 45    |       |
| 15. Oktober | Rudolf Weber                   | deutscher Ingenieur und Unternehmer | 76    |       |
| 16. Oktober | Eugen Isolani                  | Schriftsteller und Theaterkritiker | 71    |       |
| 16. Oktober | Max Töwe                       | deutscher Unternehmer | 61    |       |
| 17. Oktober | Emilie Lehmus                  | Ärztin | 91    |       |
| 17. Oktober | Carl Mertens                   | deutscher Journalist und Pazifist |       |       |
| 17. Oktober | Ernst Weinland                 | deutscher Physiologe und Zoologe | 63    |       |
| 17. Oktober | Gustav Wendling                | deutscher Maler der Düsseldorfer Schule | 70    |       |
| 18. Oktober | L. Heisler Ball                | US-amerikanischer Politiker (Republikanische Partei)                                                                                        | 71    |       |
| 18. Oktober | Philip H. Gilbert              | US-amerikanischer Jurist und Politiker | 61    |       |
| 18. Oktober | Ernst Gronow                   | deutscher Politiker und Oberbürgermeister                                                                                                   | 76    |       |
| 18. Oktober | Hermann Schmidt                | deutscher Mühlenbesitzer und Politiker | 64    |       |
| 19. Oktober | Heinrich Ernst Boeters         | deutscher Chirurg und Gründer einer Klinik in Görlitz                                                                                       | 82    |       |
| 19. Oktober | Franz Fiebiger                 | österreichischer Maler, Grafiker | 52    |       |
| 19. Oktober | Arthur Friedheim               | russisch-deutscher Pianist und Komponist | 72    |       |
| 19. Oktober | Lindley Miller Garrison        | Rechtsanwalt und Kriegsminister | 67    |       |
| 19. Oktober | Johann Herbsthofer             | österreichischer Politiker (CS), Landtagsabgeordneter                                                                                       | 66    |       |
| 20. Oktober | Louis Duparc                   | Schweizer Mineraloge | 66    |       |
| 20. Oktober | John Freitag                   | US-amerikanischer Ruderer | 55    |       |
| 20. Oktober | Hermann Neiße                  | deutscher Fußballspieler | 43    |       |
| 20. Oktober | Giovanni Battista Pirelli      | italienischer Mathematiker, Ingenieur und Freiheitskämpfer                                                                                  | 83    |       |
| 20. Oktober | Richard Wrede                  | deutscher Jurist, Journalist und Autor | 63    |       |
| 21. Oktober | Geoffrey Feilding              | britischer Generalmajor | 66    |       |
| 21. Oktober | Anton Funtek                   | slowenischer Schriftsteller | 69    |       |
| 21. Oktober | Adalbert Hämel                 | Pädagoge und deutscher Komponist | 72    |       |
| 21. Oktober | Al Hopkins                     | US-amerikanischer Old-Time-Musiker | 43    |       |
| 21. Oktober | Jan Mařák                      | tschechisch-ungarischer Violinist und Pädagoge                                                                                              | 62    |       |
| 21. Oktober | Johannes Palaschko             | deutscher Komponist und Violinist | 55    |       |
| 21. Oktober | Hermann Schaefer               | deutscher Verwaltungsbeamter, Amtmann und Oberbürgermeister der Stadt Herne                                                                 | 84    |       |
| 22. Oktober | Elliott Daingerfield           | US-amerikanischer Maler und Kunstschriftsteller                                                                                             |       |       |
| 22. Oktober | Gustav Rühberg                 | deutscher Politiker (DDP) in Mecklenburg-Strelitz                                                                                           | 57    |       |
| 23. Oktober | Arthur von Posadowsky-Wehner   | deutscher Politiker (DNVP), MdR | 87    |       |
| 23. Oktober | Ahmed Shawqi                   | ägyptischer Dichter |       |       |
| 24. Oktober | Ejgil Clemmensen               | dänischer Ruderer | 42    |       |
| 24. Oktober | Hermann von Gerlich            | deutscher Diplomat und Politiker, MdR | 88    |       |
| 24. Oktober | Johann Janecek                 | österreichischer Metallarbeiter und Politiker (SDAP), Landtagsabgeordneter, Abgeordneter zum Nationalrat                                    | 51    |       |
| 24. Oktober | Johannes Wolgast               | deutscher Musikwissenschaftler | 41    |       |
| 25. Oktober | Maurice Turrettini             | Schweizer Architekt | 54    |       |
| 26. Oktober | Molly Brown                    | US-amerikanische Philanthropin, Frauenrechts-Aktivistin und Titanic-Überlebende                                                             | 65    |       |
| 26. Oktober | Wilhelm Löwith                 | deutscher Maler | 71    |       |
| 27. Oktober | Adolf Ahrens                   | deutscher Lehrer, Heimatforscher, Schriftsteller und Museumsleiter                                                                          | 63    |       |
| 27. Oktober | Henry Ogg Forbes               | britischer Forschungsreisender und Botaniker                                                                                                | 81    |       |
| 27. Oktober | Albrecht Haupt                 | deutscher Architekt und Hochschullehrer | 80    |       |
| 27. Oktober | Dezső Laczkó                   | ungarischer Geologe und Paläontologe | 72    |       |
| 27. Oktober | Heinrich Nägeli                | Schweizer Politiker (FDP, LPS) | 82    |       |
| 27. Oktober | Hermann Rieder                 | deutscher Radiologe | 73    |       |
| 27. Oktober | Sophia Schliemann              | Ehefrau des Troja-Entdeckers Heinrich Schliemann                                                                                            | 80    |       |
| 28. Oktober | Gustave Bémont                 | französischer Chemiker | 75    |       |
| 28. Oktober | Mervyn Macartney               | britischer Architekt, Möbeldesigner, Architekturhistoriker und Publizist                                                                    | 79    |       |
| 28. Oktober | Manuel María Pólit             | ecuadorianischer Universitätsprofessor, Politiker und Erzbischof von Quito                                                                  | 70    |       |
| 28. Oktober | Willi Max Scheid               | deutscher Architekt, Gebrauchsgrafiker, Mitglied im Deutschen Werkbund und Hochschullehrer an der Badischen Kunstgewerbeschule in Pforzheim | 42    |       |
| 29. Oktober | Joseph Babinski                | polnisch-französischer Neurologe | 74    |       |
| 29. Oktober | Richard Dreher                 | deutscher Künstler | 57    |       |
| 29. Oktober | Rodolphe d’Erlanger            | anglo-französischer Maler, Musikwissenschaftler und Orientalist                                                                             | 60    |       |
| 29. Oktober | Alfred von Gescher             | deutscher Verwaltungsjurist und Politiker, MdR                                                                                              | 88    |       |
| 29. Oktober | Wilhelm Hoyer                  | deutscher Geologe und Ingenieur | 78    |       |
| 29. Oktober | Richard Lange                  | Uhrmacher und Unternehmer | 86    |       |
| 29. Oktober | Gustav Michahelles             | deutscher Diplomat | 77    |       |
| 29. Oktober | Josef Ursin                    | österreichischer Politiker (GdP), Abgeordneter zum Nationalrat                                                                              | 69    |       |
| 29. Oktober | Hans Wiedenmann                | deutscher Jurist, Volkswirtschaftler, Autor, Chefredakteur und Archivar                                                                     | 49    |       |
| 30. Oktober | Paul Methuen, 3. Baron Methuen | britischer Offizier und Gouverneur von Malta                                                                                                | 87    |       |
| 31. Oktober | Hermine Finck                  | deutsche Sängerin und Gesangspädagogin | 64    |       |
| 31. Oktober | Wilhelm Laudahn                | deutscher Maschinenbauingenieur | 56    |       |
| 31. Oktober | Charles Terront                | französischer Radrennfahrer | 75    |       |
|             | Felix Bornemann                | deutscher Ackerbauwissenschaftler | 70    |       |
|             | August Sternberg               | deutscher Bankier, Finanzier und Börsenmakler                                                                                               |       |       |

## November
| Tag          | Name                                   | Beruf, bekannt als                                                                                    | Alter | Beleg |
| ------------ | -------------------------------------- | --- | ----- | ----- |
| 1. November  | Wilhelm Carl Gustav von Doderer        | österreichischer Architekt, Ingenieur und Bauunternehmer                                              | 78    |       |
| 1. November  | Tadeusz Makowski                       | polnischer Maler                                                                                      | 50    |       |
| 1. November  | Thomas Sexton                          | irischer Politiker, Mitglied des House of Commons                                                     |       |       |
| 2. November  | Frank P. Coburn                        | US-amerikanischer Politiker                                                                           | 73    |       |
| 2. November  | Carlos Maia Pinto                      | portugiesischer Politiker, Premierminister von Portugal                                               | 46    |       |
| 2. November  | Paul Reiner                            | deutscher Reformpädagoge                                                                              | 46    |       |
| 2. November  | Harry C. Walker                        | US-amerikanischer Rechtsanwalt und Politiker                                                          | 59    |       |
| 2. November  | Anton Weddige                          | deutscher Chemiker                                                                                    | 89    |       |
| 3. November  | Gertrud Bindernagel                    | deutsche Opernsängerin (Sopran)                                                                       | 38    |       |
| 3. November  | William Sebring Kirkpatrick            | US-amerikanischer Politiker                                                                           | 88    |       |
| 4. November  | Belle Bennett                          | US-amerikanische Theater- und Filmschauspielerin der Stummfilmära                                     | 41    |       |
| 4. November  | Salomon Reinach                        | französischer Archäologe, Philologe, Kunsthistoriker und Religionswissenschaftler                     | 74    |       |
| 4. November  | Klara Schleker                         | deutsche Frauenrechtlerin                                                                             | 80    |       |
| 4. November  | Heinrich Stinnes                       | deutscher Kunstsammler, preußischer Regierungsrat                                                     | 65    |       |
| 5. November  | Rudolf Loman                           | niederländischer Schachmeister                                                                        | 71    |       |
| 6. November  | Charles A. Karch                       | US-amerikanischer Politiker                                                                           | 57    |       |
| 6. November  | Ali Rıza Pascha                        | osmanischer Staatsmann, Großwesir                                                                     |       |       |
| 7. November  | Gottfried zu Hohenlohe-Schillingsfürst | österreichischer Militär, General und Diplomat                                                        | 64    |       |
| 7. November  | Josef Schwinner                        | österreichischer Politiker (CSP), Landtagsabgeordneter, Mitglied des Bundesrates                      | 57    |       |
| 8. November  | Ghulam Nabi Charkhi                    | afghanischer Diplomat                                                                                 |       |       |
| 8. November  | Eduard von Müller (General, 1841)      | preußischer Generalleutnant und Inspekteur der Jäger und Schützen                                     | 91    |       |
| 8. November  | Theodor Pennemann                      | deutscher Agrarfunktionär, Politiker (Zentrum), MdR                                                   | 71    |       |
| 8. November  | Franz Zelezny                          | österreichischer Bildhauer                                                                            | 66    |       |
| 9. November  | Nadeschda Sergejewna Allilujewa        | zweite Ehefrau Josef Stalins                                                                          | 31    |       |
| 9. November  | Rudolf Bauer                           | ungarischer Leichtathlet                                                                              | 53    |       |
| 9. November  | Henry Nathan                           | deutscher Bankier                                                                                     | 70    |       |
| 9. November  | Basil Spalding de Garmendia            | US-amerikanischer Tennisspieler, Golfer, Polospieler und Militärattaché                               | 72    |       |
| 9. November  | Johannes Henricus Zaaijer              | niederländischer Mediziner                                                                            | 56    |       |
| 10. November | Adolf Goetz                            | deutscher Jurist, Politiker und Ministerialbeamter                                                    | 69    |       |
| 10. November | James John Edmund Guerin               | kanadischer Arzt und Politiker                                                                        | 76    |       |
| 10. November | Otto König                             | österreichischer Schriftsteller, Lyriker und Redakteur                                                | 50    |       |
| 10. November | Wilhelm Schottler                      | deutscher Geologe                                                                                     | 63    |       |
| 10. November | Suniti Devi                            | Maharani von Cooch Behar                                                                              |       |       |
| 10. November | August Vogel                           | deutscher Bildhauer und Medailleur                                                                    | 73    |       |
| 10. November | Augusta Weldler-Steinberg              | Schweizer Geschichtswissenschaftlerin und zionistische Aktivistin                                     | 53    |       |
| 11. November | Eduard Grimm                           | deutscher Theologe                                                                                    | 84    |       |
| 11. November | Ludwig Hoffmann                        | deutscher Architekt und Stadtbaurat in Berlin                                                         | 80    |       |
| 11. November | Hans Schmieder                         | deutscher Kommunalpolitiker                                                                           | 66    |       |
| 11. November | Frederick Dewhurst Yates               | englischer Schachspieler                                                                              | 48    |       |
| 12. November | Evangeline Adams                       | US-amerikanische Astrologin                                                                           | 64    |       |
| 12. November | Dugald Clerk                           | schottischer Erfinder                                                                                 | 78    |       |
| 12. November | August Krämer                          | deutscher Politiker (DVP), MdL                                                                        | 53    |       |
| 13. November | Hermann Müller                         | deutscher Politiker (SPD), MdR                                                                        | 64    |       |
| 13. November | Harry H. Pratt                         | US-amerikanischer Politiker                                                                           | 68    |       |
| 13. November | Karl Thieme senior                     | deutscher evangelischer Theologe                                                                      | 70    |       |
| 13. November | Walther Waldschmidt                    | deutscher Manager und Politiker                                                                       | 72    |       |
| 14. November | Samuel D. Felker                       | US-amerikanischer Politiker                                                                           | 73    |       |
| 14. November | Eugen Hintz                            | deutscher Ingenieur, Entomologe und Forschungsreisender                                               | 63    |       |
| 15. November | Robert Somers Brookings                | US-amerikanischer Industrieller, Unternehmer und Philanthrop                                          | 82    |       |
| 15. November | Charles W. Chesnutt                    | US-amerikanischer Schriftsteller                                                                      | 74    |       |
| 15. November | Ernst Körting junior                   | deutscher Maschinenbau-Ingenieur und Motoren-Konstrukteur                                             | 63    |       |
| 16. November | Carry van Bruggen                      | niederländische Schriftstellerin                                                                      | 51    |       |
| 16. November | Hermanis Matisons                      | lettischer Schachspieler                                                                              | 37    |       |
| 16. November | August Schoop                          | deutscher Historiker                                                                                  | 74    |       |
| 17. November | Robert Eule                            | deutscher Autor                                                                                       | 68    |       |
| 17. November | Leon von Guaita                        | Landedelmann                                                                                          | 54    |       |
| 17. November | Edward Everett Hayden                  | US-amerikanischer Marineoffizier und Meteorologe, Mitbegründer der National Geographic Society        | 74    |       |
| 17. November | Oramel H. Simpson                      | US-amerikanischer Politiker                                                                           | 62    |       |
| 18. November | Christine Marie Berkhout               | niederländische Mykologin und Phytopathologin                                                         | 39    |       |
| 18. November | Hugo Bücking                           | deutscher Geologe und Mineraloge                                                                      | 81    |       |
| 18. November | Élie de Lastours                       | französischer Tennisspieler und Fechter sowie Botschafter und Politiker                               | 58    |       |
| 18. November | Friedrich von Mettenheim               | preußischer Verwaltungsjurist und Landrat                                                             | 68    |       |
| 18. November | Narcisse Pérodeau                      | kanadischer Politiker, Vizegouverneur von Québec                                                      | 81    |       |
| 19. November | Ludwig Ferdinand Graf                  | österreichischer Maler                                                                                | 63    |       |
| 19. November | Wesley Livsey Jones                    | US-amerikanischer Politiker                                                                           | 69    |       |
| 20. November | Max von Burger                         | österreichischer Fabrikbesitzer und Politiker                                                         | 81    |       |
| 20. November | Gottfried Hofer                        | Tiroler Kunstmaler                                                                                    | 74    |       |
| 20. November | Bruno von Kern                         | preußischer Generalmajor                                                                              | 72    |       |
| 20. November | Thekla Landé                           | deutsche Politikerin (SPD)                                                                            |       |       |
| 21. November | Theodor von Grienberger                | österreichischer Germanist und Sprachwissenschaftler                                                  | 77    |       |
| 21. November | Gustav Adolf von Halem                 | deutscher Landrat, Hofmarschall und Politiker, MdR                                                    | 62    |       |
| 22. November | William Walker Atkinson                | US-amerikanischer Autor                                                                               | 69    |       |
| 22. November | Leo Cederholm                          | preußischer Generalleutnant                                                                           | 80    |       |
| 22. November | Fritz Riemann                          | deutscher Schachspieler                                                                               | 73    |       |
| 23. November | Ellen Ammann                           | schwedisch-deutsche Frauenrechtlerin                                                                  | 62    |       |
| 23. November | William S. Jackson                     | US-amerikanischer Jurist und Politiker                                                                |       |       |
| 23. November | Otto Stransky                          | österreichischer Operetten-, Revue- und Filmkomponist                                                 | 43    |       |
| 23. November | Henry S. Whitehead                     | amerikanischer Horrorautor                                                                            | 50    |       |
| 24. November | Charles Axtell                         | US-amerikanischer Sportschütze                                                                        | 73    |       |
| 24. November | Raban von Helmstatt                    | Schlossherr auf Hochhausen, Besitzer und Sanierer der Handschuhsheimer Tiefburg, Landtagsabgeordneter | 87    |       |
| 25. November | Martin Gabriel                         | US-amerikanischer Jazz-Musiker                                                                        |       |       |
| 25. November | Karl Grünberg                          | deutscher HNO-Arzt und Hochschullehrer                                                                | 57    |       |
| 25. November | Johann Georg Herrmann                  | deutscher Bauingenieur                                                                                | 67    |       |
| 26. November | Vincenzo Appiani                       | italienischer Komponist, Pianist und Musikpädagoge                                                    | 82    |       |
| 26. November | Ernst Ebeling                          | deutscher Kommunalpolitiker                                                                           | 73    |       |
| 26. November | Louis Gotthardt                        | Kaufmann und Landtagsabgeordneter                                                                     | 62    |       |
| 26. November | Theodor Kaftan                         | deutscher evangelischer Theologe                                                                      | 85    |       |
| 26. November | J. E. H. MacDonald                     | englisch-kanadischer Maler                                                                            | 59    |       |
| 27. November | Michail Nikolajewitsch de Giers        | zaristischer Botschafter                                                                              | 76    |       |
| 27. November | Kurt Hoesch                            | deutscher Chemiker                                                                                    | 50    |       |
| 27. November | Bernhard Kagan                         | deutscher Schachspieler, -publizist, -verleger und Mäzen in Berlin                                    | 66    |       |
| 27. November | Karl Hermann Siegeneger                | deutscher Verwaltungsbeamter                                                                          | 73    |       |
| 28. November | François-Rupert Carabin                | französischer Künstler                                                                                |       |       |
| 28. November | Karl Dunkmann                          | evangelischer Theologe und Soziologe                                                                  | 64    |       |
| 28. November | Hans Much                              | Arzt und Schriftsteller                                                                               | 52    |       |
| 28. November | Adolf Rauchheld                        | deutscher Architekt, oldenburgischer Baubeamter und Denkmalpfleger                                    | 64    |       |
| 28. November | Anton van Rooy                         | niederländischer Konzert- und Opernsänger                                                             | 62    |       |
| 28. November | Alejandro Woss y Gil                   | Präsident der Dominikanischen Republik                                                                | 76    |       |
| 29. November | Abdullah Cevdet                        | osmanisch-türkischer Poet, Schriftsteller, Politiker                                                  | 63    |       |
| 29. November | Frank Dixon                            | kanadischer Lacrossespieler                                                                           | 54    |       |
| 29. November | James C. McLaughlin                    | US-amerikanischer Politiker                                                                           | 74    |       |
| 29. November | Beatrice Sanders                       | englisch-britische Suffragette                                                                        |       |       |
| 30. November | Adolf Berendes                         | deutscher Reichsgerichtsrat                                                                           | 84    |       |
| 30. November | Gari Melchers                          | deutsch-US-amerikanischer Maler                                                                       | 72    |       |
| 30. November | Elizabeth Wordsworth                   | britische Autorin und Pädagogin                                                                       | 92    |       |
|              | William Ford                           | australischer Goldsucher in Western Australia                                                         |       |       |

## Dezember
| Tag          | Name                           | Beruf, bekannt als                                                                                                  | Alter | Beleg |
| ------------ | ------------------------------ | --- | ----- | ----- |
| 1. Dezember  | Carl Emil Buchholz             | deutscher Schießpulver- und Sprengstoff-Fabrikant                                                                   | 67    |       |
| 1. Dezember  | Otto Cuntz                     | österreichischer Althistoriker                                                                                      | 67    |       |
| 1. Dezember  | Fritz Heinemann                | deutscher Bildhauer                                                                                                 | 68    |       |
| 2. Dezember  | Emil Bär                       | Schweizer Lehrer und Historiker                                                                                     | 73    |       |
| 2. Dezember  | Albert Thomas Daeger           | US-amerikanischer Ordensgeistlicher, Erzbischof von Santa Fe                                                        | 60    |       |
| 2. Dezember  | Kazimierz Dunin-Markiewicz     | polnischer Maler, Theaterregisseur und Autor                                                                        | 58    |       |
| 2. Dezember  | Georg Lasson                   | deutscher evangelischer Theologe                                                                                    | 70    |       |
| 2. Dezember  | Angelo Nessi                   | Schweizer Journalist und Librettist                                                                                 | 59    |       |
| 2. Dezember  | John Roscoe                    | britischer Afrikaforscher, Ethnologe und Missionar                                                                  | 71    |       |
| 3. Dezember  | Clifton R. Breckinridge        | US-amerikanischer Politiker                                                                                         | 86    |       |
| 3. Dezember  | Joseph Baltzell Showalter      | US-amerikanischer Politiker                                                                                         | 81    |       |
| 3. Dezember  | Charles Henri Hubert Spronck   | niederländischer Mediziner                                                                                          | 74    |       |
| 4. Dezember  | Maxim Galitzenstein            | österreichischer Filmmanager und Filmproduzent                                                                      | 46    |       |
| 4. Dezember  | Gustav Meyrink                 | Schriftsteller | 64    |       |
| 4. Dezember  | Paul Sauerbrey                 | deutscher Politiker (SPD, USPD), MdR                                                                                | 56    |       |
| 4. Dezember  | Wilhelm Gottfried Walther      | preußischer Obergeneralarzt                                                                                         | 69    |       |
| 4. Dezember  | Edmund Wojtyła                 | polnischer Arzt | 26    |       |
| 5. Dezember  | Otto Apelt                     | deutscher Klassischer Philologe, Übersetzer und Gymnasiallehrer                                                     | 86    |       |
| 5. Dezember  | Joseph Anton Purpus            | deutscher Gartenbauinspektor                                                                                        | 72    |       |
| 6. Dezember  | Eugène Brieux                  | französischer Schriftsteller und Journalist                                                                         | 74    |       |
| 6. Dezember  | Germano Bruni                  | Schweizer Jurist und Politiker                                                                                      | 82    |       |
| 6. Dezember  | Arnold Luschin von Ebengreuth  | österreichischer Rechtshistoriker und Numismatiker                                                                  | 91    |       |
| 6. Dezember  | Anton Rschepezkyj              | ukrainischer Politiker                                                                                              | 64    |       |
| 6. Dezember  | Anton Unseld                   | deutscher Fußballspieler und -trainer                                                                               | 38    |       |
| 6. Dezember  | Eduard Wildbolz                | Schweizer Offizier, als Korpskommandant Chef der Ordnungstruppen in Bern während des Landesstreiks im November 1918 | 74    |       |
| 7. Dezember  | Amedeo Ruggeri                 | italienischer Motorrad- und Automobilrennfahrer                                                                     | 43    |       |
| 7. Dezember  | Ernst Friedrich Tode           | deutschbaltischer Künstler und Schriftsteller                                                                       | 73    |       |
| 7. Dezember  | Jane Elizabeth Waterston       | schottische Pädagogin und Medizinerin                                                                               |       |       |
| 8. Dezember  | Gertrude Jekyll                | britische Malerin und Gärtnerin                                                                                     | 89    |       |
| 8. Dezember  | Félix Lorin                    | französischer Historiker und Schriftsteller                                                                         | 79    |       |
| 9. Dezember  | Alfred G. Allen                | US-amerikanischer Politiker (Demokratische Partei)                                                                  | 65    |       |
| 9. Dezember  | Karl Blossfeldt                | deutscher Fotograf                                                                                                  | 67    |       |
| 9. Dezember  | Isa I.                         | Herrscher von Bahrain                                                                                               |       |       |
| 9. Dezember  | Rokeya Sakhawat Hussain        | bengalische Schriftstellerin und Sozialarbeiterin                                                                   | 52    |       |
| 10. Dezember | Eugen Bamberger                | deutscher Chemiker                                                                                                  | 75    |       |
| 10. Dezember | Adolf Fäh                      | Schweizer Priester, Kunsthistoriker, religiöser Erbauungsliterat                                                    | 74    |       |
| 10. Dezember | Adam Kryński                   | polnischer Philologe, Linguist und Lexikograf                                                                       | 88    |       |
| 10. Dezember | Amaldus Nielsen                | norwegischer Maler                                                                                                  | 94    |       |
| 11. Dezember | Horace Newton Allen            | US-amerikanischer Arzt, Missionar und Diplomat                                                                      | 74    |       |
| 11. Dezember | Viktor Eisenmenger             | österreichischer Mediziner                                                                                          | 68    |       |
| 11. Dezember | Heinrich von Feilitsch         | deutscher Reichsgerichtsrat                                                                                         | 76    |       |
| 11. Dezember | Mathilde Eyssenhardt           | deutsche Porträtmalerin                                                                                             | 73    |       |
| 11. Dezember | Gottfried Kinkel               | deutscher Politiker und württembergischer Landtagsabgeordneter                                                      | 61    |       |
| 11. Dezember | Gottfried Kockelkorn           | deutscher Lehrer, Journalist und Publizist                                                                          | 56    |       |
| 11. Dezember | Thomas Gordon McLeod           | US-amerikanischer Politiker                                                                                         | 63    |       |
| 11. Dezember | Mori Kaku                      | japanischer Geschäftsmann und Politiker                                                                             | 49    |       |
| 12. Dezember | Alma Haas                      | Pianistin, Musikpädagogin                                                                                           | 85    |       |
| 12. Dezember | Jarl Waldemar Lindeberg        | finnischer Mathematiker                                                                                             | 56    |       |
| 12. Dezember | Charles Matthews               | US-amerikanischer Politiker                                                                                         | 76    |       |
| 12. Dezember | Henri Veillon                  | Schweizer Physiker                                                                                                  | 67    |       |
| 13. Dezember | Jack Flett                     | kanadischer Lacrossespieler                                                                                         | 61    |       |
| 13. Dezember | Daniel E. Garrett              | US-amerikanischer Politiker                                                                                         | 63    |       |
| 13. Dezember | William Jacob Holland          | US-amerikanischer Geistlicher und Naturwissenschaftler                                                              | 84    |       |
| 13. Dezember | Georgios Jakobides             | griechischer Maler und Akademiker                                                                                   | 79    |       |
| 14. Dezember | Richard Thomsen                | deutscher Politiker (DNVP), MdR                                                                                     | 60    |       |
| 14. Dezember | Ernest J. Wilczynski           | US-amerikanischer Mathematiker                                                                                      | 56    |       |
| 15. Dezember | Germán Jordán                  | bolivianischer Oberstleutnant                                                                                       |       |       |
| 15. Dezember | Willy Merck                    | deutscher Chemiker und Unternehmer                                                                                  | 72    |       |
| 15. Dezember | Anna Therese Rawengel          | deutsche Politikerin (DNVP), MdR                                                                                    | 54    |       |
| 15. Dezember | William W. Stickney            | US-amerikanischer Politiker und Gouverneur des Bundesstaates Vermont (1900–1902)                                    | 79    |       |
| 15. Dezember | Anton Zerr                     | deutscher Bischof der Schwarzmeerdeutschen                                                                          | 83    |       |
| 16. Dezember | Rudolf Wahrendorff             | deutscher Mediziner und Psychiater                                                                                  | 68    |       |
| 17. Dezember | Georg Brüning                  | deutscher Jurist, Politiker und Oberbürgermeister von Beuthen                                                       | 81    |       |
| 17. Dezember | Emil Justitz                   | österreichischer Schauspieler und Filmregisseur                                                                     | 54    |       |
| 17. Dezember | Karl Friedrich Nowak           | österreichischer Journalist und Verleger                                                                            | 50    |       |
| 17. Dezember | Vinzenz Karl Schindler         | österreichischer Historiker und Archivar                                                                            | 54    |       |
| 17. Dezember | Charles Torrey Simpson         | US-amerikanischer Botaniker und Malakologe                                                                          | 86    |       |
| 17. Dezember | Charles Winckler               | dänischer Leichtathlet und Tauzieher                                                                                | 65    |       |
| 18. Dezember | Eduard Bernstein               | deutscher Politiker (SPD, USPD), MdR und Theoretiker                                                                | 82    |       |
| 18. Dezember | Heinrich Funck                 | deutscher Gymnasiallehrer, Philologe und Historiker                                                                 | 79    |       |
| 18. Dezember | John Glaister                  | schottischer Rechtsmediziner und Hochschullehrer                                                                    | 76    |       |
| 18. Dezember | Waldemar von Gregory           | preußischer Generalleutnant                                                                                         | 78    |       |
| 18. Dezember | Harold Arthur Lee-Dillon       | britischer Waffenhistoriker und Kurator                                                                             | 88    |       |
| 18. Dezember | Fredrik Lilljekvist            | schwedischer Architekt                                                                                              | 69    |       |
| 18. Dezember | Albert Wigand                  | deutscher Hochschullehrer und Meteorologe                                                                           | 50    |       |
| 19. Dezember | Wilhelm Dingler                | deutscher Politiker (DNVP; Bauern- und Weingärtnerbund), MdR                                                        | 63    |       |
| 19. Dezember | Johann Walter-Kurau            | lettisch-deutscher Maler                                                                                            | 63    |       |
| 20. Dezember | William E. Cleary              | US-amerikanischer Politiker                                                                                         | 83    |       |
| 20. Dezember | Max Haupt                      | österreichischer Baumeister und Architekt                                                                           | 62    |       |
| 20. Dezember | Balduin Herrmann               | deutscher Journalist und Parlamentarier                                                                             | 76    |       |
| 21. Dezember | Emma Boos-Jegher               | Schweizer Frauenrechtlerin                                                                                          | 75    |       |
| 21. Dezember | Hugo Hartung                   | deutscher Architekt, Architekturhistoriker und Hochschullehrer                                                      | 77    |       |
| 21. Dezember | Alexander Koester              | deutscher Maler | 68    |       |
| 21. Dezember | George W. Taylor               | US-amerikanischer Rechtsanwalt und Politiker                                                                        | 83    |       |
| 21. Dezember | Oliviero Vojak                 | italienischer Fußballspieler                                                                                        | 21    |       |
| 22. Dezember | Guido Barthol                  | Stadtrat und Kunstdezernent in Leipzig                                                                              | 62    |       |
| 22. Dezember | Ignaz Derndorfer               | österreichischer Baumeister und Maurermeister                                                                       | 63    |       |
| 22. Dezember | Erwin von Heimerdinger         | württembergischer Generalmajor und Politiker                                                                        | 76    |       |
| 22. Dezember | François-Xavier Mercier        | kanadischer Sänger, Musikpädagoge und Komponist                                                                     | 65    |       |
| 23. Dezember | Paul Billerbeck                | deutscher evangelischer Pfarrer und Wissenschaftler                                                                 | 79    |       |
| 23. Dezember | Carl Hollweg                   | deutscher Vizeadmiral                                                                                               | 65    |       |
| 24. Dezember | Eyvind Alnæs                   | norwegischer Komponist                                                                                              | 60    |       |
| 24. Dezember | Alexis Caswell Angell          | US-amerikanischer Jurist                                                                                            | 75    |       |
| 24. Dezember | Chaim Eitingon                 | Rauchwaren-Händler und Stifter in Leipzig                                                                           | 75    |       |
| 24. Dezember | Bruno Rothschild               | deutscher katholischer Priester, jüdischer Konvertit                                                                | 32    |       |
| 25. Dezember | Ludwig von Herterich           | deutscher Maler und Kunstpädagoge                                                                                   | 76    |       |
| 25. Dezember | Ernst Werner von Heyden        | deutscher Verwaltungsjurist und Gutsbesitzer                                                                        | 73    |       |
| 25. Dezember | Theodor Lechner                | deutscher Ingenieur und Eisenbahnunternehmer                                                                        | 80    |       |
| 25. Dezember | Mitani Chōzaburō               | japanischer Unternehmer                                                                                             | 63    |       |
| 25. Dezember | Hubert Pfeiffer                | deutscher Organist, Pianist und Komponist                                                                           | 41    |       |
| 25. Dezember | Ernst Rolf                     | schwedischer Sänger, Schauspieler und Revueleiter                                                                   | 41    |       |
| 25. Dezember | Oscar Seifert                  | deutscher Schausteller und Original                                                                                 | 71    |       |
| 26. Dezember | Charles Girault                | französischer Architekt                                                                                             | 80    |       |
| 26. Dezember | Georg Heink                    | höherer sächsischer Staatsbeamter                                                                                   | 73    |       |
| 26. Dezember | Adam Müller                    | deutscher Volkssänger, Autor und Humorist                                                                           | 69    |       |
| 27. Dezember | Arvid Järnefelt                | finnischer Schriftsteller                                                                                           | 71    |       |
| 27. Dezember | Erich Langer                   | deutscher Heimatdichter                                                                                             | 50    |       |
| 27. Dezember | William H. Sproul              | US-amerikanischer Politiker                                                                                         | 65    |       |
| 27. Dezember | Hermann Thurn                  | deutscher Rundfunkpionier                                                                                           |       |       |
| 27. Dezember | August Trautewein              | deutscher Politiker (SPD)                                                                                           | 72    |       |
| 27. Dezember | Sidonie Werner                 | deutsche Sozialpolitikerin                                                                                          | 72    |       |
| 28. Dezember | Will Davis                     | französischer Radsportler                                                                                           | 55    |       |
| 28. Dezember | Alfred Kappelmacher            | österreichischer Klassischer Philologe                                                                              | 56    |       |
| 28. Dezember | Khwaja Kamal ud-Din            | pakistanischer Jurist und Missionar                                                                                 |       |       |
| 28. Dezember | Malcolm Whitman                | US-amerikanischer Tennisspieler                                                                                     | 55    |       |
| 29. Dezember | Carl Lindström                 | schwedischer Mechaniker und Industrieller                                                                           | 63    |       |
| 29. Dezember | Quintino Quagliati             | italienischer Prähistoriker und Klassischer Archäologe                                                              | 63    |       |
| 29. Dezember | Edwin Chapin Starks            | US-amerikanischer Ichthyologe                                                                                       | 65    |       |
| 29. Dezember | Julius Strobl                  | österreichischer Schauspieler                                                                                       | 64    |       |
| 29. Dezember | Alois Zipper                   | deutscher Politiker (Zentrum), MdR                                                                                  | 57    |       |
| 30. Dezember | Hermann Beeg                   | bayerischer Offizier, zuletzt Generalleutnant im Ersten Weltkrieg                                                   | 71    |       |
| 30. Dezember | Uriel Sebree Hall              | US-amerikanischer Politiker                                                                                         | 80    |       |
| 30. Dezember | Wilhelm Josten                 | preußischer Verwaltungsjurist und Landrat                                                                           | 53    |       |
| 30. Dezember | Heinrich Jucho                 | deutscher Ingenieur und Unternehmer                                                                                 | 54    |       |
| 30. Dezember | Karl Kreibich                  | österreichischer Dermatologe und Hochschullehrer                                                                    | 63    |       |
| 30. Dezember | Eliakim Hastings Moore         | US-amerikanischer Mathematiker                                                                                      | 70    |       |
| 31. Dezember | Moritz Bauer                   | deutscher Mediziner und Musikwissenschaftler                                                                        | 57    |       |
| 31. Dezember | Alberto Díez de Medina Lertora | bolivianischer Diplomat und Politiker                                                                               | 55    |       |
| 31. Dezember | Jan Cornelis Kluyver           | niederländischer Mathematiker                                                                                       | 72    |       |
| 31. Dezember | John Joseph McMahon            | US-amerikanischer Geistlicher, Bischof von Trenton                                                                  | 57    |       |
|              | Wilhelm Micholitz              | deutscher Pflanzenjäger                                                                                             |       |       |
|              | Hugo Oehmichen                 | deutscher Maler | 89    |       |